# Ораньєстад (Аруба)
Ораньєстад (нід. Oranjestad) — адміністративний центр і найбільше місто Аруби, розташоване на західному узбережжі острова. Середня висота — 18 м над рівнем моря, населення станом на 2023 рік оцінюється у 31 030 мешканців.

## Історія

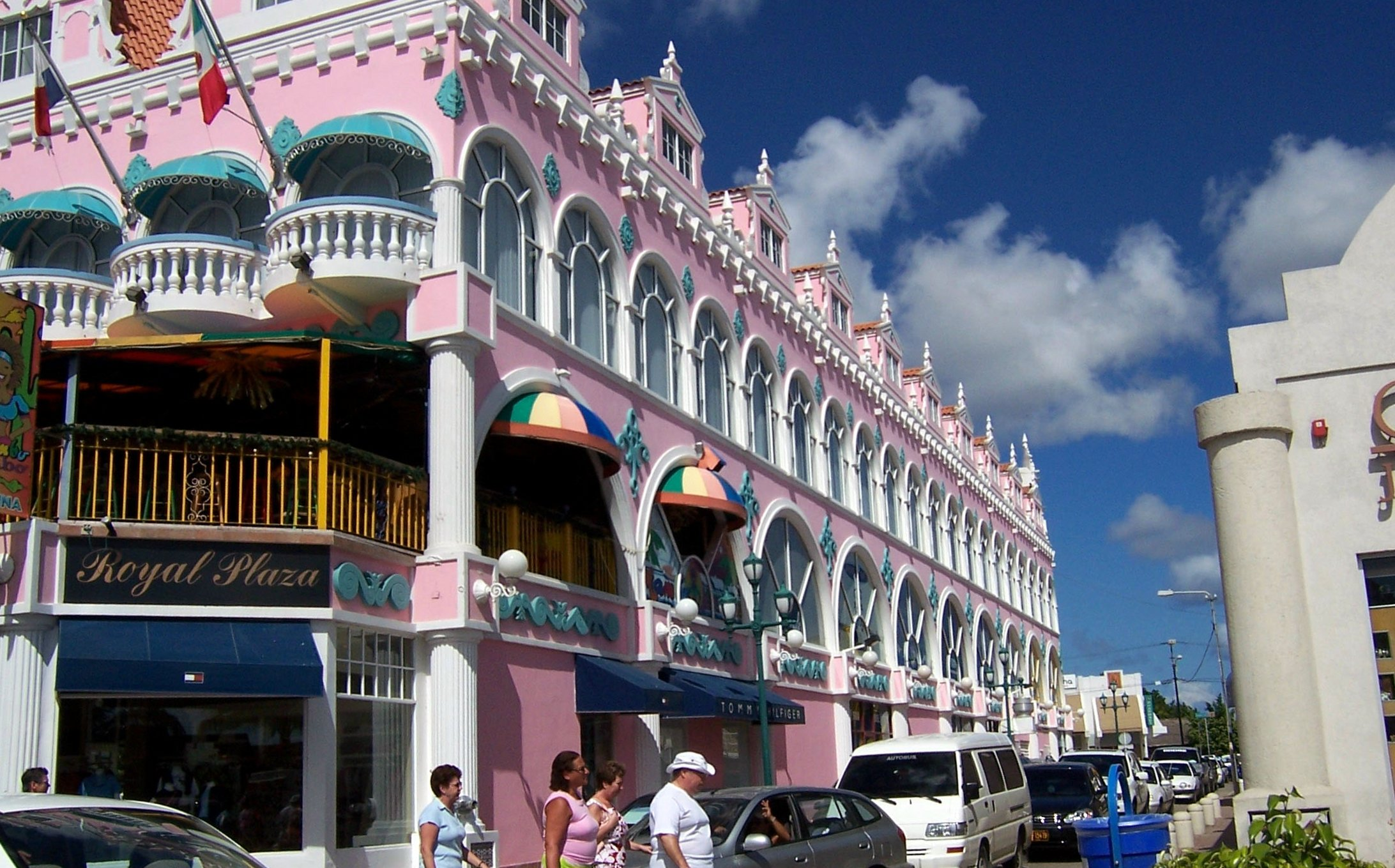
Одна з багатьох будівель, побудованих в голландському колоніальному стилі.

Місто виникло навколо форту Зоутман, збудованого в 1796 році, протягом тривалого часу місто не мало назви та називалося «містом на Кінській затоці». 
Сучасну назву місто дістало від Оранської династії. Місто, проте, увесь час залишалося адміністративним центром острова.
Форт існує й досі та є однією із туристичних принад острова. Іншими є вільний від податків порт, і вежа Віллема III, розташована неподалік від форту. У міській архітектурі багато голландських архітектурних рис, проте є й ряд місцевих особливостей.
У місті діє Міжнародний аеропорт імені королеви Беатрікс.

## Клімат
Місто знаходиться у зоні тропічних мусонів. Найтепліший місяць — червень з середньою температурою 29.4 °C (85 °F). Найхолодніший місяць — січень, з середньою температурою 27.2 °С (81 °F).
| Клімат Ораньєстада      | Клімат Ораньєстада | Клімат Ораньєстада | Клімат Ораньєстада | Клімат Ораньєстада | Клімат Ораньєстада | Клімат Ораньєстада | Клімат Ораньєстада | Клімат Ораньєстада | Клімат Ораньєстада | Клімат Ораньєстада | Клімат Ораньєстада | Клімат Ораньєстада | Клімат Ораньєстада |
| Показник                | Січ.               | Лют.               | Бер.               | Квіт.              | Трав.              | Черв.              | Лип.               | Серп.              | Вер.               | Жовт.              | Лист.              | Груд.              | Рік                |
| Абсолютний максимум, °C | 32                 | 32                 | 32                 | 33                 | 35                 | 33                 | 37                 | 33                 | 35                 | 35                 | 33                 | 32                 | 37                 |
| Середній максимум, °C   | 29                 | 29                 | 30                 | 30                 | 31                 | 31                 | 31                 | 31                 | 31                 | 31                 | 30                 | 29                 | 30                 |
| Середня температура, °C | 27                 | 27                 | 27                 | 28                 | 28                 | 29                 | 28                 | 29                 | 29                 | 29                 | 28                 | 27                 | 28                 |
| Середній мінімум, °C    | 24                 | 24                 | 25                 | 25                 | 26                 | 26                 | 26                 | 26                 | 26                 | 26                 | 26                 | 25                 | 26                 |
| Абсолютний мінімум, °C  | 18                 | 21                 | 22                 | 22                 | 22                 | 21                 | 22                 | 22                 | 21                 | 20                 | 20                 | 21                 | 18                 |
| Норма опадів, мм        | 60                 | 40                 | 10                 | 10                 | 20                 | 10                 | 20                 | 10                 | 50                 | 80                 | 90                 | 80                 | 480                |
| ----------------------- | ------------------ | ------------------ | ------------------ | ------------------ | ------------------ | ------------------ | ------------------ | ------------------ | ------------------ | ------------------ | ------------------ | ------------------ | ------------------ |
| Джерело: Weatherbase    |                    |                    |                    |                    |                    |                    |                    |                    |                    |                    |                    |                    |                    |

## Культура

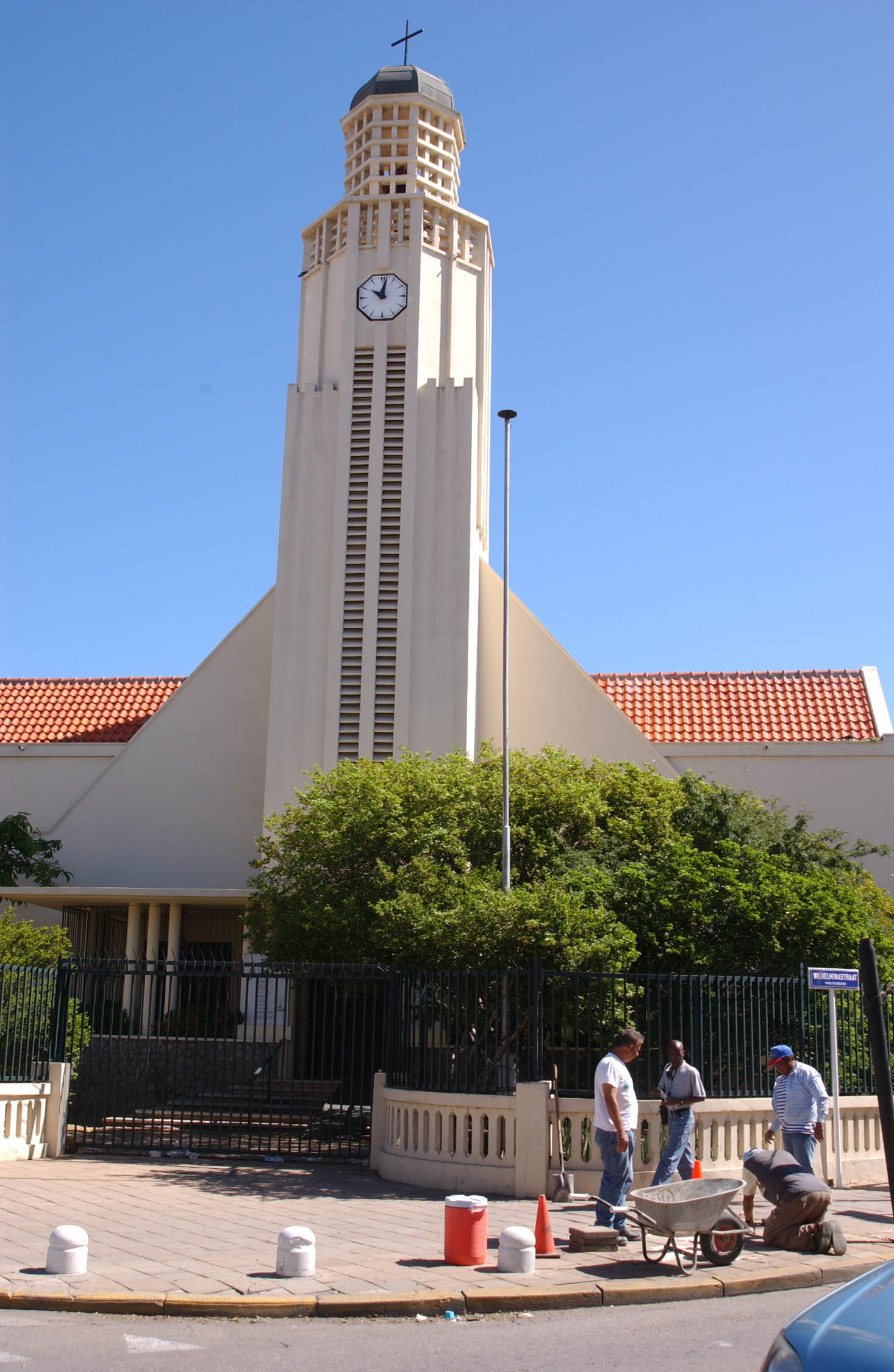
Нова протестантська церква.

Значну культурну цінність представляє Національний археологічний музей, у якому зібрано понад 10 тисяч експонатів з культури індіанців Аруби. У місті є Національна бібліотека Аруби.
У місті є ряд будівель, побудованих в голландському колоніальному стилі. У зв'язку із зацікавленістю уряду в збереженні культурної спадщини, ряд старих будівель було відреставровано і перефарбовано, наприклад побілено будівлю цивільної реєстратури на вулиці Вільхельміна.
У Ораньєстаді побудована сучасна спортивна арена, стадіон «Вільгельміна Стедіум».

## Туризм
В місті розташовано кілька місць відпочинку, включаючи торговий центр на Королівській площі (англ. Royal Plaza) і частина будівель на Головній вулиці і головній площі.
Однією з визначних пам'яток міста є форт Заутман, безмитний порт і вежа Віллема III, розташована поруч з фортом.

## Транспорт
За 2.5 км від центру міста знаходиться Міжнародний аеропорт імені королеви Беатрікс.
Caya G. F. Betico Croes, або Головна вулиця — головна торгова вулиця Ораньестаду, проте кілька років до того головним торговим центром міста був бульвар Ллойда Г. Сміта, головна артерія міста. Це відбувалося частково через те, що він розташований поблизу круїзного термінала і порту.

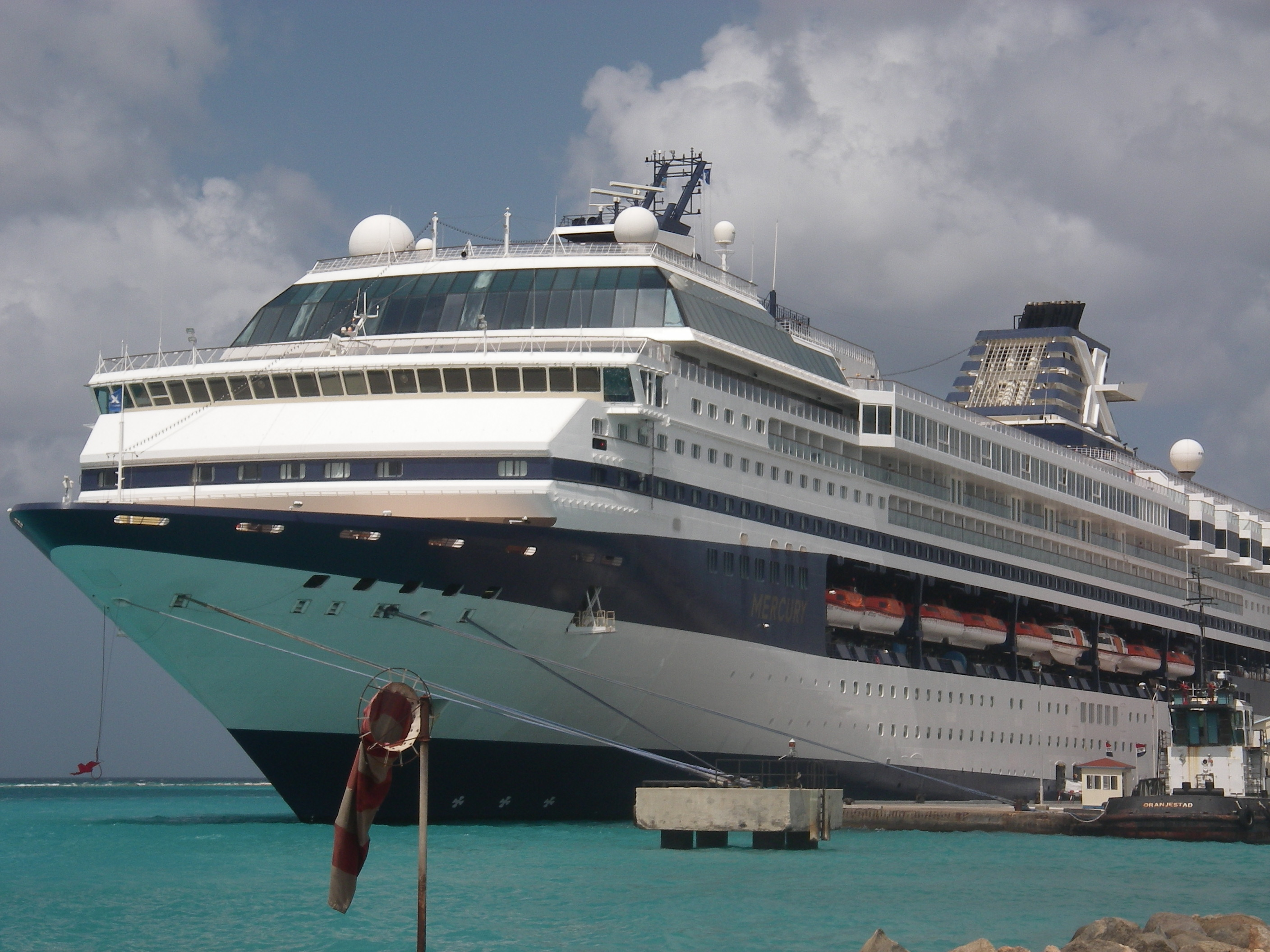
В гавань Ораньєстаду входить круїзне судно MV Celebrity Mercury.

У великий порт Ораньєстадц можуть заходити до 5 великих суден одночасно. У 2003 році в порт зайшло більше ніж 200 контейнеровозів. За 5 км на схід від міста в Баркадері є невеликий порт для вантажних суден. У планах підвищити продуктивність порту в Ораньєстаді й побудувати кілька доків для лагодження яхт і рибальських човнів.

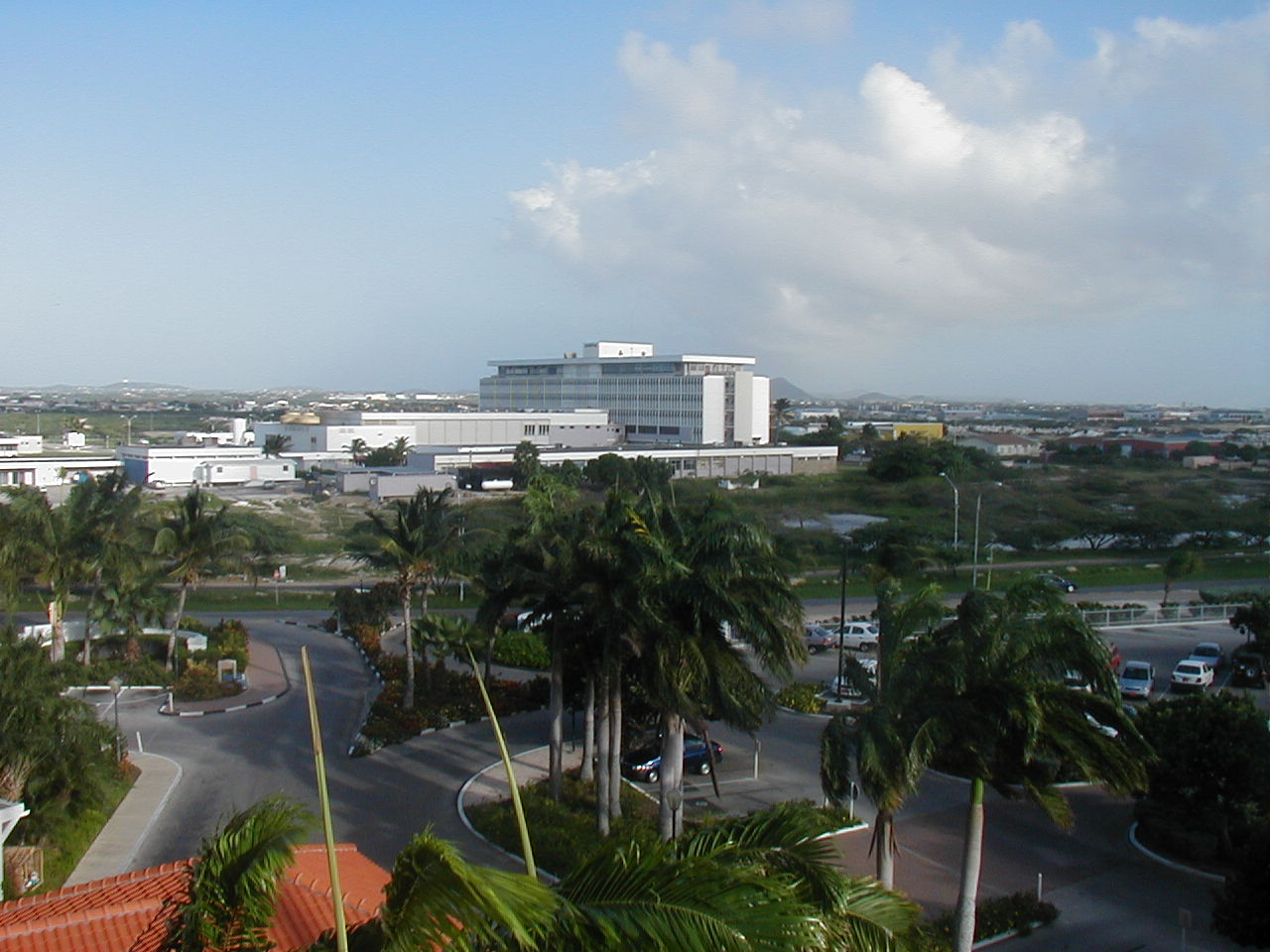
Лікарня в Ораньєстаді.

У місті все більш поширена маятникова міграція. З кінця 2006 року планується організувати круговий рух на головному перехресті від головного проспекту до вільної гавані. До 2008 року роботи були завершені. В цей час, місце розташування кількох відділів обслуговування клієнтів і державних установ, раніше розташованих в центрі міста, було змінено, їх будівлі відреставрували.
У лютому 2013 року в Ораньєстаді відкрилася лінія ретро-трамваю, що працює від акумуляторів і водневих паливних елементів.

## Освіта
У Ораньестад знаходиться університет Аруби (нід. Universiteit van Aruba), який проводить навчання юристів і економістів, а також середня школа (Colegio Arubano), у яких застосовується голландська система освіти. Велика частина молоді острова вчиться у вищих навчальних закладах Нідерландів.
Також в Ораньєстаді розташована університетська школа медицини імені Ксавьєра, заснована на американській системі освіти. У ній здійснюється дворічний курс навчання, для здобуття ступеня доктора медицини — 4-річний. Навчання в ній ведеться на англійською мовою.

## Спорт
У місті діє безліч спортивних центрів та спортивних навчальних закладів. У місті також розташований стадіон, в якому розташована база клубів Естрелла, Расінг, Депортіво, Ла-Фама, які беруть участь у чемпіонаті Аруби з футболу.

## Цікавий факт
Острів Відродження (англ. Renaissance Island) — штучний острів площею у 40 акрів неподалік від узбережжя міста — яким володіє Renaissance Aruba Resort & Casino є повністю приватним. Тут можна побачити фламінго.